# One Piece: Going Baseball
One Piece: Going Baseball (ONE PIECE ゴーイングベースボール?, Wan Pīsu: Gōingu Bēsubōru) è un videogioco di baseball sviluppato da Now Production e pubblicato da Bandai nel 2004 per Game Boy Advance, basato sul manga e anime One Piece. Il gioco non è stato distribuito al di fuori dal Giappone.

## Modalità di gioco
Nel gioco è possibile utilizzare i personaggi di One Piece per giocare a baseball. È inoltre possibile giocare nella modalità storia, dove è possibile sbloccare una squadra, e nella modalità minigame.

## Squadre
Nel gioco sono presenti 7 squadre da 7 giocatori:

### Squadra di Rufy
- Monkey D. Rufy
- Roronoa Zoro
- Nami
- Usop
- Sanji
- TonyTony Chopper
- Nico Robin

### Squadra del Mare Orientale
- Arlong
- Creek
- Kuro
- Morgan
- Kuroobi
- Hatchan
- Gin

### Squadra della Rotta Maggiore
- Bagy
- Albida
- Wapol
- Bellamy
- Moji
- Kabaji
- Chessmarlimo

### Squadra della Marina
- Smoker
- Tashigi
- Hina
- Jango
- Fullbody
- Kobi
- Hermeppo

### Squadra di Alabasta
- Bibi
- Cobra
- Mr. 2 Von Clay
- Pell
- Chaka
- Kosa
- Karl

### Squadra della Baroque Works
- Crocodile
- Mr. 1
- Miss Doublefinger
- Mr. 3
- Mr. 4
- Miss Merry Christmas
- Mr. 9

### Squadra di Skypiea
- Ener
- Satori
- Shura
- Gedatsu
- Ohm
- Hotori
- Kotori

### Squadra del Rosso
- Shanks
- Drakul Mihawk
- Portuguese D. Ace
- Benn Beckman
- Yasop
- Lucky Lou
- Rockstar

## Arene
- Stadio Going Merry
- Whiskey Peak
- Nave della Marina
- Isola di Drum
- Corte del castello di Alabasta
- Esterno della Maggione di Kaya
- Little Garden
- Skypiea

## Accoglienza
Al momento dell'uscita, i quattro recensori della rivista Famitsū hanno dato un punteggio di 26/40.